# Ría de San Vicente de la Barquera
Ría de San Vicente de la Barquera är en flodmynning i Spanien.   Den ligger i provinsen Provincia de Cantabria och regionen Kantabrien, i den norra delen av landet, 300 km norr om huvudstaden Madrid.